# Vlag van Leimuiden

Vlag van de gemeente Leimuiden
(1971-1991)

Vlag van de gemeente Leimuiden
(1938-1971)

De vlag van Leimuiden is op 19 november 1971 bij raadsbesluit vastgesteld als de gemeentevlag van de Zuid-Hollandse gemeente Leimuiden, ter vervanging van een eerdere vlag. De vlag zou als volgt kunnen worden omschreven:
Blauw, met op de scheiding van broeking en vlucht twee verticale rijen van vijf en vier liggende gele ruiten, over 1/5 van hun lengte in elkaar verweven.
De kleuren en het ontwerp van de vlag zijn ontleend aan het gemeentewapen, waarbij de tekening op het schild 90 graden is gedraaid en de ruiten zijn verweven.
Op 1 januari 1991 is Leimuiden opgegaan in de gemeente Jacobswoude. De vlag is daardoor als gemeentevlag komen te vervallen. Na de opheffing van Jacobswoude in 2009 kwam Leimuiden onder het bestuur van de nieuw opgerichte gemeente Kaag en Braassem.

## Voorgaande vlag
De voorgaande vlag was in 1937 of 1938 aangenomen en toonde het wapen niet in rijkskleuren maar in rood op wit, zoals beschreven door Bakker. De beschrijving van deze vlag luidde:
Twee banen van gelijke hoogte in wit en blauw, met op het midden het gemeentewapenschild van wit met negen rode ruiten.
Het is de vraag of wit met rood de juiste kleuren waren. De familie Van der Does, waaruit de Heren van Leimuiden kwamen, voerde het wapen in rood op goud, of in goud op rood.

## Verwante afbeeldingen

Het wapen van Leimuiden

Alkemade 
· Ameide 
· Ammerstol 
· Arkel 
· Asperen 
· Benthuizen 
· Bergambacht 
· Bergschenhoek 
· Berkel en Rodenrijs 
· Bernisse 
· Binnenmaas 
· Bleiswijk 
· Bleskensgraaf en Hofwegen
· Bodegraven 
· Boskoop
· Brielle 
· Cromstrijen 
· De Lier 
· Delfshaven 
· Dirksland 
· Everdingen 
· Geervliet 
· Giessenburg 
· Giessenlanden
· Goedereede 
· Goudswaard 
· Graafstroom 
· 's-Gravendeel 
· 's-Gravenzande 
· Groot-Ammers
· Hagestein 
· Haastrecht 
· Hazerswoude 
· Heenvliet 
· Heerjansdam 
· Hei- en Boeicop
· Heinenoord
· Hellevoetsluis 
· Hillegersberg
· Jacobswoude
· Kamerik
· Korendijk
· Koudekerk aan den Rijn
· Krimpen aan de Lek
· Langerak
· Leerdam
· Leidschendam
· Leimuiden
· Lexmond
· Liemeer
· Liesveld
· Maasland
· Middelharnis
· Mijnsheerenland
· Moerhuizen
· Moerkapelle
· Molenwaard
· Monster
· Moordrecht
· Naaldwijk
· Nederlek
· Nieuw-Beijerland
· Nieuwerkerk aan den IJssel
· Nieuw-Lekkerland
· Nieuwpoort
· Nieuwveen
· Noordwijkerhout
· Nootdorp
· Numansdorp
· Oostflakkee
· Oostvoorne
· Oud-Alblas
· Oud-Beijerland 
· Oude-Tonge 
· Oudenhoorn 
· Ouderkerk 
· Ouderkerk aan den IJssel
· Overschie
· Piershil 
· Pijnacker 
· Poortugaal 
· Puttershoek 
· Reeuwijk 
· Rhoon 
· Rijnsaterwoude 
· Rijnsburg 
· Rijnwoude 
· Rockanje 
· Rozenburg 
· Sassenheim 
· Schelluinen 
· Schipluiden 
· Schoonhoven 
· Schoonrewoerd 
· Sommelsdijk 
· Spijkenisse 
· Streefkerk 
· Strijen 
· Ter Aar 
· Valkenburg 
· Vianen 
· Vierpolders 
· Vlist 
· Voorburg 
· Voorhout 
· Warmond 
· Wateringen 
· Westmaas 
· Westvoorne 
· Woerden 
· Woubrugge 
· Zederik 
· Zevenhoven 
· Zevenhuizen 
· Zevenhuizen-Moerkapelle 
· Zuid-Beijerland 
· Zuidland 
· Zwammerdam 
· Zwartewaal